# Strada statale 90 delle Puglie
La strada statale 90 delle Puglie è una statale italiana che assicura il collegamento tra le regioni Campania e Puglia. Il percorso si snoda tra la provincia di Avellino e la provincia di Foggia varcando la linea spartiacque appenninica presso la sella di Ariano, a un'altitudine di 665 m s.l.m.. La strada ha inizio in località Calore (Venticano) a partire dalla strada statale 7, per terminare alle porte di Foggia ove confluisce sulla strada statale 673 (ex strada statale 16).
Gli 81 km della strada, interamente di competenza dell'ANAS ad eccezione del tratto interno al centro abitato di Ariano Irpino, si sviluppano per circa 48 km in provincia di Avellino (nel compartimento della Campania) e per 33 km in provincia di Foggia (nel compartimento della Puglia).

## Storia
Tranne alcune rettifiche o varianti di tracciato, il percorso si sviluppa lungo la medesima direttrice della storica strada règia delle Puglie, realizzata a cavallo tra Cinquecento e Seicento in sostituzione dell'antichissimo tratturello Camporeale-Foggia.
Lungo il percorso dell'arteria furono poi edificate, tra il Seicento e Settecento, numerose fontane di notevole valore storico e architettonico, quali la fontana del Re tra i comuni di Mirabella Eclano e Grottaminarda, la fontana Carpino della Pila, la fontana della Maddalena, la fontana Carpino della Tetta e la fontana di Ponte Gonnella, tutte situate nel territorio di Ariano Irpino, la fontana Bataffio presso Greci, la fontana di Ponte Pacicco alle falde del centro abitato di Montaguto, e infine la fontana del Ponte di Bovino. Ciascuna fontana è sormontata dallo stemma reale con imposto il nome di re Carlo di Borbone.
Nota in epoca post-unitaria come strada nazionale delle Puglie, l'arteria ha rappresentato la principale (se non l'unica) via di comunicazione tra Campania e Puglia fino alla costruzione della ferrovia Napoli-Foggia  (nel secolo XIX) e dell'autostrada Napoli-Canosa (nel secolo XX).

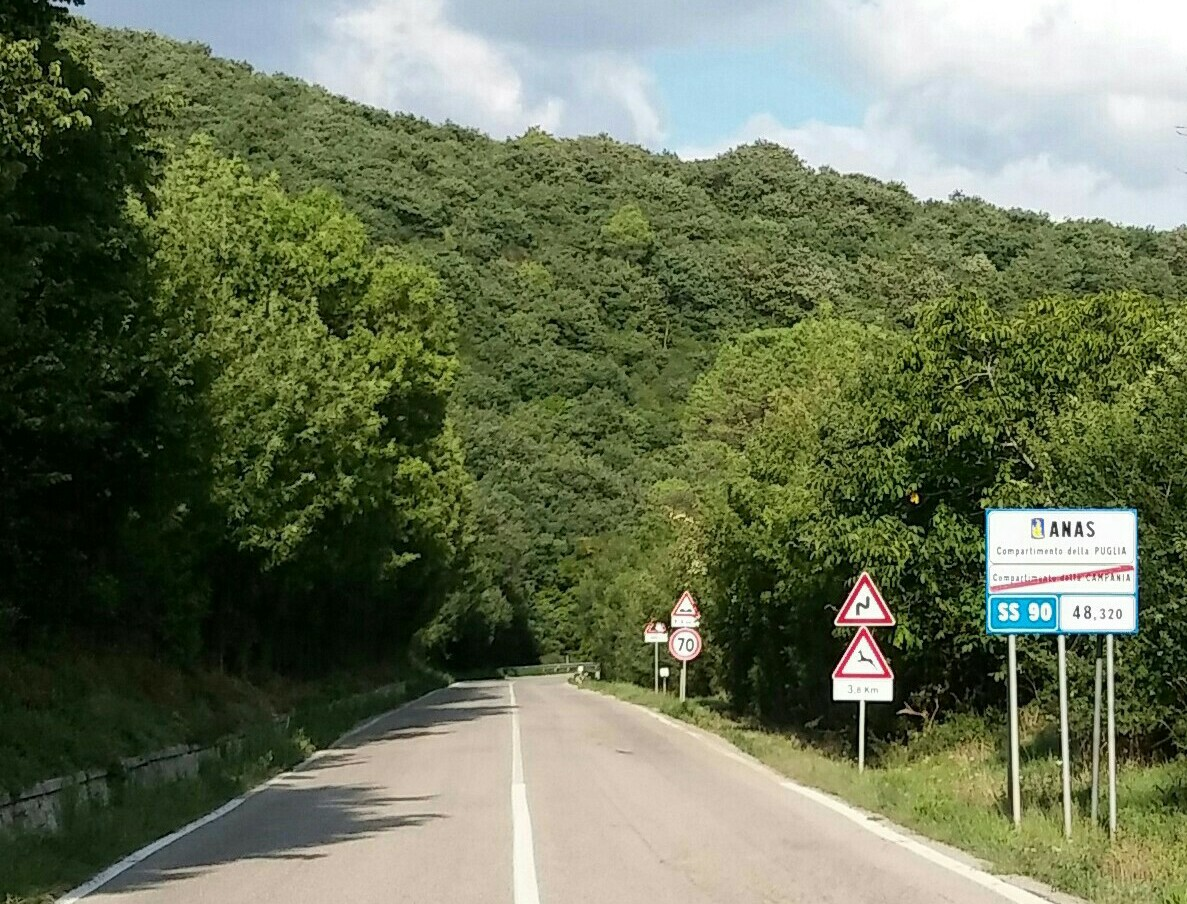
Il confine regionale tra Campania e Puglia nella boscosa valle del Cervaro

Fra il 2006 e il 2011 un gigantesco smottamento, la frana di Montaguto, investì la strada determinandone la chiusura al traffico per lungo tempo. L'emergenza venne poi tamponata mediante la costruzione di una bretella alternativa, l'imbrigliamento e la stabilizzazione delle pendici instabili e la successiva regimentazione delle acque sorgive e pluviali.

## Percorso

### Elenco delle località servite
| delle Puglie |                                                             |      |           |
| Tipo         | Indicazione                                                 | Km   | Provincia |
|              | Avellino - Benevento Calore (località)                      | 0    | AV        |
|              | Taurasi                                                     | 0,7  | AV        |
|              | Bonito                                                      | 5,2  | AV        |
|              | Mirabella Eclano                                            | 5,3  | AV        |
|              | Fontanarosa                                                 | 7,8  | AV        |
|              | Grottaminarda Napoli - Canosa                               | 8,7  | AV        |
|              | Melito Irpino                                               | 15,3 | AV        |
|              | Flumeri Valle Ufita (zona industriale)                      | 18,8 | AV        |
|              | Ariano Irpino Ospedale Montecalvo Irpino                    | 22,4 | AV        |
|              | Ariano Irpino Stazione                                      | 25,7 | AV        |
|              | Villanova del Battista - Zungoli                            | 28,7 | AV        |
|              | Sella di Ariano (valico) Camporeale (zona industriale)      | 33,2 | AV        |
|              | Casalbore                                                   | 37,5 | AV        |
|              | Savignano Irpino                                            | 37,6 | AV        |
|              | Greci                                                       | 38,2 | AV        |
|              | Montaguto                                                   | 43,3 | AV        |
|              | Panni                                                       | 44,2 | AV/FG     |
|              | Orsara di Puglia                                            | 48,1 | FG        |
|              | Bovino                                                      | 56,3 | FG        |
|              | Troia                                                       | 63   | FG        |
|              | Foggia Aeroporto Bologna - Taranto Foggia Ospedale Stazione | 81   | FG        |

## Strada statale 90 bis
La strada statale 90 bis delle Puglie (SS 90 bis) si snoda tra le province di Benevento ed Avellino, costituendo così un tracciato parzialmente alternativo alla strada statale 90. Costruita e aperta al transito nella seconda metà del XX secolo, l'arteria ha inizio nella città di Benevento (distaccandosi dalla via Appia) per confluire sulla SS 90 all'altezza di Greci e Savignano Irpino, poco dopo aver varcato l'Appennino campano in corrispondenza della sella di Ariano (con punto di valico a 611 m s.l.m.) e poco prima del confine con la Puglia. Nella segnaletica è indicata come SS 90/bis.

### Elenco località servite
| delle Puglie |                                                                                  |      |           |
| Tipo         | Indicazione                                                                      | Km   | Provincia |
|              | Benevento Ospedale Stazione                                                      | 0    | BN        |
|              | Apice                                                                            | 2,5  | BN        |
|              | Ponte Valentino (zona industriale)                                               | 5    | BN        |
|              | Paduli                                                                           | 11,7 | BN        |
|              | Sant'Arcangelo Trimonte                                                          | 16,7 | BN        |
|              | San Giorgio la Molara                                                            | 20,2 | BN        |
|              | Buonalbergo                                                                      | 24,7 | BN        |
|              | Casalbore                                                                        | 26,8 | AV        |
|              | Montecalvo Irpino                                                                | 27,6 | AV        |
|              | Bolle della Malvizza (località) Ginestra degli Schiavoni Castelfranco in Miscano | 32,8 | AV/BN     |
|              | Ariano Irpino Stazione                                                           | 37,8 | AV        |
|              | Sella di Ariano (valico) Camporeale (zona industriale)                           | 41,4 | AV        |
|              | Savignano Irpino - Greci                                                         | 45,3 | AV        |

## Strada statale 90 dir

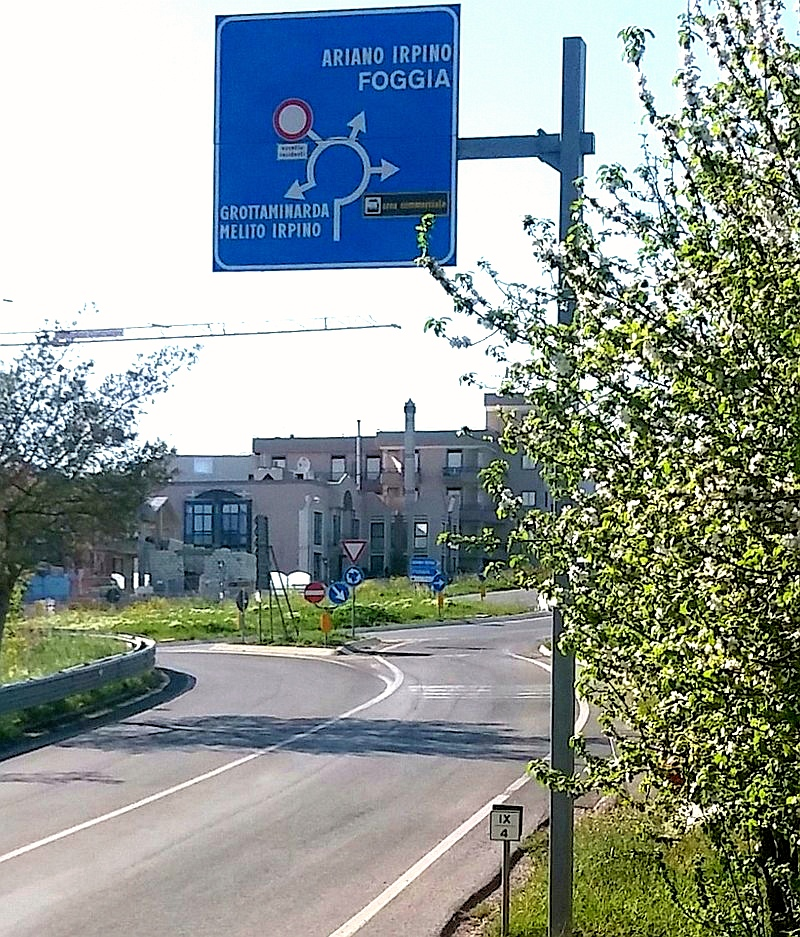
Lo sbocco della SS 90 dir sulla SS 90, alle porte di Ariano Irpino

La strada statale 90 dir delle Puglie (SS 90 dir) è nota anche come Tre Torri-La Manna. Questa diramazione, che si diparte dall'ex strada statale 91 nel comune di Flumeri per confluire nella SS 90 in agro di Ariano Irpino, venne aperta al transito alla fine del XX secolo. La funzione di tale breve arteria è quella di assicurare i collegamenti con il nucleo industriale della Valle Ufita.

## Strada statale 90 var
La strada statale 90 var - variante di Grottaminarda (SS 90 var) è un'altra diramazione che ha inizio in località Fontana del Re (tra Mirabella Eclano e Grottaminarda) per poi sboccare sull'ex strada statale 91 tra Grottaminarda e Flumeri.
La funzione di tale bretella è quella di agevolare l'accesso al casello A16 di Grottaminarda evitando l'attraversamento del medesimo centro abitato.